# Український мовно-інформаційний фонд
Украї́нський мо́вно-інформаці́йний фонд Націона́льної акаде́мії нау́к Украї́ни (УМІФ, англ. Ukrainian Lingua-Information Fund) — установа зі статусом науково-дослідного інституту Національної академії наук України. Відомий також під назвою Інститут мовно-інформаційних досліджень НАН України

## Історія
- 1991 — Шляхом реорганізації підрозділів Інституту мовознавства ім. О. О. Потебні АН УРСР та Відділення наукової інформації Інституту математики АН УРСР утворений Український мовно-інформаційний фонд.
- 2009 — Концепцією Державної цільової програми розвитку Національної словникової бази на 2009—2015 роки, схваленою розпорядженням КМУ від 11 лютого 2009 № 140-р[1], Український мовно-інформаційний фонд запропоновано визначити координатором робіт з розвитку Національної словникової бази.

## Основні напрямки діяльності
- дослідження системної будови природної мови;
- створення та ведення фундаментального архіву української та інших мов народів світу;
- розробка і створення інформаційно-лінгвістичних систем (традиційних і комп'ютерних словників, підручників, навчальних, експертних систем, систем автоматизованого опрацювання природної мови тощо, лінгвістичних баз даних та знань);
- дослідження лінгвістичних аспектів інтелектуальної діяльності;
- розробка та експлуатація інформаційних систем, баз даних і знань загальнокультурного характеру;
- координація робіт в Україні у галузі лінгвістичної технології, комп'ютерної та когнітивної лінгвістики і лексикографії, налагодження зв'язків з фаховими організаціями світу із зазначених галузей;
- співорганізація щорічної конференції з прикладної та теоретичної лінгвістики MEGALING.

## Основні наукові та науково-прикладні результати
- створено теорію лексикографічних систем, яку за своїм логіко-лінгвістичним статусом може бути прирівняно до теорії формальних граматик. Теорія лексикографічних систем, а також її узагальнення — лексикографічні середовища, лексикографічні числення тощо визначають підґрунтя сучасної лінгвістичної технології;
- розвинено теорію семантичних станів, яка становить базу для формалізованого опису широкого кола мовних явищ, об'єднуючи граматичний та лексикографічний різновиди опису мовної системи;
- започатковано (1994) програму зі створення серії україномовних словників нового покоління — «Словники України», яка вже налічує понад 60 праць. Серед них слід відзначити перший в Україні повномасштабний електронний словник української мови — Інтегровану лексикографічну систему «Словники України», шість версій якої промислово випущено на лазерних дисках, починаючи з 2001 року;
- створено перший в Україні лінгвістичний корпус, який має обсяг понад 43 млн слововживань і становить сучасну експериментальну основу для проведення фундаментальних мовознавчих досліджень та укладання лексикографічних праць нового покоління. Розроблено і введено в експлуатацію інформаційно-лінгвістичну систему, що функціонує в Інтернеті — Український лінгвістичний портал www.ulif.org.ua [Архівовано 4 травня 2013 у Wayback Machine.], www.ulif.mon.gov.ua [Архівовано 1 квітня 2022 у Wayback Machine.], в рамках якого функціонує вебсайт Словники України on-line, що містить лексикографічну інформацію про слова української мови;
- розроблено концепцію Всеукраїнського лінгвістичного діалогу — мережевої системи професійної взаємодії в лінгвістиці.

### Інші онлайнові проекти
- Словник української мови у 20 томах online. Томи 1-11 (А-ОЯ́СНЮВАТИ) [Архівовано 9 серпня 2020 у Wayback Machine.]
- Українсько-російсько-англійський словник зі зварювання[недоступне посилання з липня 2019]
- Словник російської словозміни[недоступне посилання з липня 2019] (рос.)

## Журнал «Мовознавство»
Український мовно-інформаційний фонд (разом з Інститутом мовознавства ім. О. О. Потебні) є співзасновником науково-теоретичного журналу «Мовознавство».

## Структура фонду
У структурі Фонду два науково-дослідні підрозділи: відділ лінгвістики та відділ інформатики. Установа має вчену раду, при ній функціонують аспірантура та докторантура.
Фонд є базовою організацією Національної словникової бази України, яку внесено до Державного реєстру наукових об'єктів, що становлять національне надбання України, та базовою організацією Наукової ради при Президії НАН України з проблем «Інформація. Мова. Інтелект».

## Ключові особи
- Широков Володимир Анатолійович, академік НАН України (2012), директор.
- Чумак Володимир Васильович, кандидат філологічних наук, заступник директора.
- Шевченко Лариса Леонідівна, доктор філологічних наук, завідувачка відділу лінгвістики
- Надутенко Максим Вікторович, кандидат технічних наук, завідувач відділу інформатики
- Заїка Наталія Михайлівна, кандидат філологічних наук, учений секретар

## Контактні дані
- Поштова адреса: вул. Володимирська, 54, Київ, 01601, Україна
- Фізична адреса: Голосіївський проспект, 3, Київ, 03039